# المعهد الوطني للصحة وجودة الرعاية
المعهد الوطني للصحة وجودة الرعاية (بالإنجليزية: National Institute for Health and Care Excellence)‏ (اختصارًا NICE) هو هيئة تنفيذية عامة غير إدارية (ENDPB) في وزارة الصحة في المملكة المتحدة. تقدم هذه الهيئة الخدمة لكل من هيئة الخدمات الصحية الوطنية البريطانية وهيئة الخدمات الصحية الوطنية الويلزية.
انشئت أول مرة باسم المعهد الوطني للتميز السريري (بالإنجليزية: National Institute for Clinical Excellence)‏ في عام 1999. وفي 1 أبريل 2005 انضمت إليها وكالة التنمية الصحية (بالإنجليزية: Health Development Agency)‏ ليصبح اسمها المعهد الوطني للصحة والجودة السريرية (بالإنجليزية: National Institute for Health and Clinical Excellence)‏ (مختصرها (NICE) ما يزال مستخدماً).
وبعد قانون الصحة والرعاية الاجتماعية عام 2012، تم تغيير اسمها في 1 أبريل 2013 إلى الاسم الحالي (المعهد الوطني للصحة وجودة الرعاية) مما يعكس مسؤولياتها الجديدة عن الرعاية الاجتماعية، وغيرت من هيئة خاصة بالصحة إلى هيئة تنفيذية عامة غير إدارية.